# Czechowicki Teatr Muzyczny Movimento
Czechowicki Teatr Muzyczny Movimento – teatr muzyczny założony w 2005 roku przez Barbarę Bielaczyc, działający w Czechowicach-Dziedzicach. Zajmuje się z jednej strony amatorską działalnością wokalno-teatralną, a z drugiej przygotowywaniem młodzieży na studia artystyczno-wokalne i aktorskie.

## Historia i działanie
Teatr Muzyczny Movimento w Czechowicach-Dziedzicach został założony w 2005 roku przez Barbarę Bielaczyc i początkowo nosił nazwę Śpiewające Szynszyle. Członkami zespołu są dzieci, młodzież i dorośli. Zespół liczy około 40 osób. W swoim repertuarze posiada spektakle muzyczne i teatralne takie jak: Stabat Mater G.B. Pergolesiego, Pasję Janową G.F. Haendla, West Side Story L. Bernsteina, Kiss Me Kate Cole Portera, Bastien i Bastienne W.A. Mozarta. Teatr Muzyczny Movimento wykonuje także koncerty barokowe, operowe i rozrywkowe.
Członkowie CTM Movimento z powodzeniem zdają egzaminy do szkół muzycznych oraz na wyższe uczelnie muzyczne oraz teatralne. Wielu absolwentów pracuje w zawodowych teatrach dramatycznych (m.in. Teatr im. J. Słowackiego w Krakowie, Teatr STU w Krakowie, Teatr Śląski w Katowicach, Teatr Powszechny w Radomiu, Teatr Nowy w Krakowie) , muzycznych (musicalowych – m.in. Teatr Rozrywki w Chorzowie, Gliwicki Teatr Muzyczny) i operowych – (m.in. Opera Narodowa w Warszawie, Opera Śląska w Bytomiu, Opera Krakowska, Teatr Wielki w Poznaniu, Teatr Muzyczny w Lublinie, Staadsoper w Hannoverze) w Polsce i za granicą oraz w produkcjach telewizyjnych.
Wielu członków teatru Movimento osiąga sukcesy na ogólnopolskich i międzynarodowych konkursach wokalnych.
Oprócz zwykłych zajęć członkowie zespołu mają okazję brać udział w kursach z profesjonalnymi śpiewakami i aktorami i występować na scenie u ich boku.